# Shiori Itō
Shiori Itō (伊藤 詩織 (Itō Shiori?); 1989) è una giornalista, regista e attivista giapponese.
È diventata famosa come volto del movimento Me Too in Giappone dopo aver denunciato il giornalista Noriyuki Yamaguchi per averla drogata e violentata. Per il suo impegno nella causa dei diritti umani e della parità di genere è stata inserita dal Time nella lista delle 100 persone più influenti del 2020.

## Biografia
Nata nel 1989, si è specializzata in giornalismo e fotografia a New York. Nel 2015, mentre lavorava come stagista presso Thomson Reuters, si incontrò in un bar di Tokyo con Noriyuki Yamaguchi, famoso giornalista televisivo e biografo dell'allora primo ministro giapponese Shinzō Abe, per discutere di un possibile lavoro. Sospettò di essere stata drogata perché dopo aver bevuto alcuni drink perse i sensi e si risvegliò nel letto di un hotel con accanto Yamaguchi, capendo di essere stata violentata. Yamaguchi negò la violenza, dicendo che la sera prima erano entrambi ubriachi ma il rapporto era stato consenziente.
Lei decise di denunciare il fatto alla polizia, ma dopo un anno e mezzo il caso venne archiviato per insufficienza di prove. Il 29 maggio 2017 Itō decise allora di rendere pubblica la sua storia, raccontando anche delle difficoltà che aveva dovuto affrontare per denunciare la violenza, come il fatto di aver dovuto ripetere la storia più volte a diversi agenti, l'aver dovuto rievocare lo stupro con l'uso di un manichino mentre i poliziotti facevano delle foto e l'essere stata avvertita che la sua carriera come giornalista sarebbe finita se avesse portato avanti le accuse.
La denuncia di Shiori Itō, che nel settembre 2017 ha intentato una causa civile contro Yamaguchi, ha spinto diverse donne giapponesi a farsi avanti e lei è diventata una icona del movimento Me Too nel paese. In Giappone infatti le leggi sulla violenza sessuale sono vecchie di più di 100 anni e le aggressioni erano un argomento tabù, tanto che il termine "stupro" è generalmente sostituito da sinonimi più eufemistici, e raramente le donne vittime di violenza denunciano i loro aggressori. A causa delle minacce e della condanna da parte dell'opinione pubblica Itō ha dovuto però lasciare il paese e trasferirsi nel Regno Unito.
Nel dicembre 2019 Itō ha vinto la causa civile contro Noriyuki Yamaguchi, e il giornalista è stato condannato a versarle un risarcimento di 30.000 dollari, in una sentenza che è stata ripresa dai media di diversi paesi del mondo. A giugno 2020 il governo giapponese ha annunciato una serie di riforme per ridurre le violenze sessuali nel paese.
Shiori Itō ha raccontato la sua storia in un libro intitolato Black Box, pubblicato originariamente nel 2017 e tradotto in diverse lingue. In Italia è stato pubblicato a novembre 2020 da Inari Books. Nel 2018 il libro ha vinto il Best Journalism Award della Free Press Association of Japan. Nel 2018 la BBC ha prodotto un documentario dal titolo Japan Secret Shame che racconta la sua storia.
Nel 2018 il film da lei diretto Lonely Death, sulle persone che in Giappone muoiono da sole nelle loro case, ha vinto la medaglia d'argento ai New York Festivals nella categoria Social Issues.
Per il suo impegno nella causa dei diritti umani e della parità di genere è stata inserita dal Time nella lista delle 100 persone più influenti del 2020.